# (74509) Gillett
(74509) Gillett est un astéroïde de la ceinture principale.

## Description
(74509) Gillett est un astéroïde de la ceinture principale. Il fut découvert le 22 mars 1999 à Fountain Hills (Arizona) par Charles W. Juels. Il présente une orbite caractérisée par un demi-grand axe de 3,11 UA, une excentricité de 0,14 et une inclinaison de 1,0° par rapport à l'écliptique.

## Compléments